# Беглец (филм)
„Беглец“ е български телевизионен игрален филм на режисьора Маргарита Вълкова, по сценарий на Славчо Донков. Оператор е Иван Варимезов. Музиката във филма е композирана от Димитър Генков, Георги Генков. 
Създаден по едноименната повест на Константин Петканов, писател останал в сянката на големите Йордан Йовков и Елин Пелин.

## Сюжет
Творбата ни връща около шейсет години назад, във времето след Първата световна война и ни запознава със социиалните процеси, с живота в България през онова време. Сблъсква ни с проблема за миграцията от селото в града и защитава тезата, че „всеки камък си тежи на мястото“.

## Актьорски състав
| В главните роли                   | Изпълнител       |
| --------------------------------- | ---------------- |
| Велко Маринов                     | Васил Банов      |
| Дена, жената на Велко             | Бистра Марчева   |
| Кирил Ножаров, приятелят на Велко | Марин Янев       |
| Георги, съсед                     | Мариус Донкин    |
| Ана, жената на Георги             | Лиляна Върбанова |
|                                   | Георги Пенев     |
|                                   | Антон Радичев    |
|                                   | Антония Малинова |
|                                   | Галин Димитров   |
|                                   | Галин Алексиев   |
|                                   | Вихрен Алексиев  |
|                                   | Катя Чукова      |
|                                   | Елена Бойчева    |